# 马莱尼斯·科斯塔
马莱尼斯·科斯塔（西班牙語：Marlenis Costa，1973年7月30日—），古巴前女子排球运动员。她曾代表古巴国家队参加1992年、1996年和2000年夏季奥林匹克运动会排球比赛，三届比赛均收获金牌。